# Ariteus flavescens
Ariteus flavescens är en fladdermusart som först beskrevs av Gray 1831.  Ariteus flavescens är ensam i släktet Ariteus som ingår i familjen bladnäsor. IUCN kategoriserar arten globalt som livskraftig. Inga underarter finns listade i Catalogue of Life.
Det vetenskapliga släktnamnet Ariteus är grekiska och betyder stridbar eller krigisk. Artepitet flavescens är latin för "blir mer gulaktigt".

## Beskrivning
Denna fladdermus når en kroppslängd av 50 till 67 mm och den saknar svans. Vikten varierar mellan 9 och 13 gram. Pälsen har på ryggen en rödbrun färg och buken är något ljusare. Vid varje axel finns en vit fläck. Arten har inga strimmor i ansiktet. Den stora hudfliken på näsan liknar i vyn mot ansiktet ett lindblad och i vyn från sidan ett omvänd S. Honor är större än hannar. Tandformeln är I 2/2 C 1/1 P 2/2 M 2/3, alltså 30 tänder.
Ariteus flavescens förekommer endemisk på Jamaica. Den vistas i låglandet och i bergstrakter upp till 1500 meter över havet. Habitatet utgörs av skogar och av fruktträdodlingar.
Individerna vilar i träd. Liksom flera andra fladdermöss är de nattaktiva. De äter frukter, till exempel av eugeniamyrtensläktet (Eugenia) och av släktet Manilkara. Ibland kompletteras födan med några insekter. Ariteus flavescens blir redan under kvällens ljusa timmar aktiv. Den jagas själv av ugglor.